# Selma (Maschine)
Selma (Eigenschreibweise: SELMA) war eine norwegische Chiffriermaschine, die um 1960 von Standard Telefon og Kabelfabrik (STK) in Oslo entwickelt wurde. Auch bekannt ist sie unter der Bezeichnung: OKA-150.

## Name
Das Akronym stand für englisch Standard Electronic Letter Machine (deutsch etwa: „Standard elektronische Buchstabenmaschine“) – möglicherweise auch gewählt in Anlehnung an ein Seeungeheuer aus der nordischen Mythologie mit gleichem Namen.

## Geschichte
Die Maschine verfügt – im Gegensatz zu ihrer Vorläuferin, der ebenfalls von STK entwickelten ETCRRM – über zwei Lochstreifenleser (siehe auch: Foto unter Weblinks). Das Prinzip und die genaue Funktionsweise der Maschine sind unbekannt. Vermutlich arbeitete sie wie ein kryptologischer Mischer und verknüpfte (XOR) die Daten der zwei Lochstreifen nach dem Verfahren des One-Time-Tapes (auch genannt One-Time-Pad).